# Armillas
Armillas es una localidad de las Cuencas Mineras (provincia de Teruel), perteneciente al municipio de Vivel. En 2006 contaba con 17 habitantes.

## Geografía
Se encuentra en el término municipal de Vivel, entre Martín del Río y La Hoz de la Vieja.

## Toponimia
Armellas aparece en un texto de 1212, donde se latinizan antiguos topónimos. La forma Armiellas se usa en una versión romance del Fuero de Teruel: 

por la sierra asuso entro a la Can[n]ada de Armiellas, et ixe a la Sierra de Alcofol et al Cabeço del Pozuelo

Se escribe una vez Armiallas en las Crónicas de los Jueces de Teruel, haciendo referencia a un juez de Teruel de 1203 (se escribe Armiellas en el resto de menciones):

anno M° cciiij°, Don Pedro de Armiallas, fué preso / Ruujellos de los moros°.

En el Fogaje de 1495 se menciona la presencia del apellido d'Armiellas en Burbáguena.
João Baptista Lavanha menciona un microtoponimo intresante en Armiellas: cerro del pueyo, que está de armillas. Probablemente corresponda con el actual Cerro del Royo entre Segura de los Baños y Armillas y que figura en la hoja 492 "Segura de los Baños" de la serie del Mapa Topográfico Nacional de España (1977).

## Geografía humana

### Demografía
| Gráfica de evolución demográfica de Armillas entre 1842 y 1970 |
| |
| Población de derecho según los censos de población del INE Población de hecho según los censos de población del INEEntre el censo de 1981 y el anterior, este municipio desaparece porque se integra en el municipio 44267 (Vivel del Río Martín) |

## Fiestas
Las fiestas patronales en honor a San Jorge se celebran el primer fin de semana del mes de agosto, con una duración de 4 días, de jueves a domingo.